# Iglesia Protestante de Cigales
La Iglesia Protestante de Cigales estuvo ubicada en la calle de las Tercias n.º 5 de esta ciudad. El edificio se conserva en el mismo lugar aunque fue reconvertido en 1984 para viviendas. Tiene una curiosa fachada de ladrillo visto y mampostería.

## Origen del protestantismo en Cigales
En el año 1870 Francisco Velasco, vecino de Cigales, formó un pequeño grupo de estudiosos de la Biblia. Las enseñanzas y la dirección del grupo corrió a cargo de un presbítero protestante que vivía en Valladolid. El grupo fue madurando hasta llegar a un punto en que consideró integrarse en la Iglesia Reformada Episcopal y fue admitido en 1895 en sesión del VI Sínodo celebrado en Madrid.
Ese mismo año, el 20 de mayo, el ciudadano Mariano Simón San Martín cedió en Cigales unos terrenos a la South of Europe Lands and Buildings Company Limited, al mismo tiempo que Federico Velasco, también vecino de Cigales, hacía donación de una casa colindante que se destinaría a vivienda y escuelas. Por su parte, Sofía Blakden envió desde Inglaterra una donación para las obras de la futura iglesia, que comenzaron en 1899. El templo se inauguró el 2 de octubre de 1902 y fue consagrado a San Pablo con el nombre completo de Iglesia Evangélica de San Pablo. Desde ese año su diácono fue el evangelista Cipriano San José.
La iglesia y sus actividades se mantuvieron activas hasta 1935. En 1939 se cerró por completo al ser abolidos en España los cultos públicos de cualquier credo que no fuera el católico.